# Hiiumaa
Hiiumaa (švédsky Dagö) je jeden z estonských ostrovů v Baltském moři.
Hiiumaa se nachází v severozápadní části Západoestonského souostroví, severně od ostrova Saaremaa a západně od ostrova Vormsi. Zeměpisné souřadnice středu ostrova jsou 58° 53' 17" severní šířky a 22° 41' 10" východní délky.
Ostrov má rozlohu 989 km², což ho činí druhým největším ostrovem v Estonsku, a dosahuje maximální nadmořské výšky 68 m. Za tuhé zimy je doprava mezi ostrovem a pevninou realizována nejdelší současnou evropskou ledovou silnicí.

## Název
V nejstarších pramenech se ostrov objevuje jako Dageida, což může být latinská spodoba švédského jména Dagö, odvozeného nejspíše z dag („den“) a ö („ostrov“). Je ovšem možné, že složka dag zde zastupuje časté skandinávské mužské jméno, a že se tedy nejedná o „denní ostrov“, nýbrž o „Dagův ostrov“.
Estonské jméno Hiiumaa se zpravidla chápe jako složenina z hiid (genitiv hiiu, „obr“) a maa („země“, „území“), tedy jako „země obrů“ nebo „obrova země“. Zajímavé je zde ovšem srovnání s finštinou, která má pro Hiiumaa označení Hiidenmaa, v němž nalézáme slovo hiisi (genitiv hiiden), významově odpovídající estonskému hiis (genitiv hiie), tedy „háj“, a to zejména háj svatý, obětní, případně metonymicky i božská bytost, která byla v háji uctívána. Není vyloučeno, že tato etymologie je původní, a že současná estonská podoba je už zkomoleninou.

## Geologie a geografie
Ostrov je tvořen převážně vápenci a mořskými usazeninami antropogénu. Půdy jsou převážně štěrkové a pískové.

## Flóra a fauna
V lesích jsou zastoupeny převážně borovice. Na březích jsou rozsáhlé porosty rákosu.
Počínaje rokem 2000 bylo na ostrov vypuštěno asi 600 ohrožených norků evropských, kteří se zde uchytili a vytvořili jednu z posledních evropských populací této lasicovité šelmy. Před jejich reintrodukcí byli z ostrova odstraněni norci američtí, kteří představovali nebezpečný invazní druh a konkurenci norkům evropským. 

## Obyvatelstvo
Největší město na ostrově je Kärdla. Obyvatelstvo se zabývá především rybolovem a zpracováním ryb, ale také zemědělstvím a chovem skotu.